# Champagny
Champagny è un comune francese di 43 abitanti situato nel dipartimento della Côte-d'Or nella regione della Borgogna-Franca Contea.
Situato a 4 km a nord-ovest del capoluogo cantonale Saint-Seine-l'Abbaye, ospita un Museo della scuola.

## Società

### Evoluzione demografica
Abitanti censiti